# Dekanat Mykanów
Dekanat Mykanów – jeden z 36 dekanatów archidiecezji częstochowskiej. Znajduje się w regionie częstochowskim. Składa się z 7 parafii.

## Lista parafii
| Lp | Miejscowość / parafia                                   | Proboszcz / administrator    | Kościół                                                   | Zdjęcie |
| -- | ------------------------------------------------------- | ---------------------------- | --------------------------------------------------------- | ------- |
| 1  | Cykarzew Parafia Świętego Stanisława BM                 | ks. Stanisław Jerzy Matysiak | Kościół św. Stanisława w Cykarzewie                       |         |
| 2  | Kościelec Parafia Najświętszej Maryi Panny Różańcowej   | ks. Władysław Walczak        | Kościół Najświętszej Maryi Panny Różańcowej w Kościelcu   |         |
| 3  | Lubojna Parafia Najświętszego Serca Pana Jezusa         | ks. Robert Rajczyk           | Kościół Najświętszego Serca Pana Jezusa w Lubojnie        |         |
| 4  | Mykanów Parafia św. Leonarda Opata                      | ks. Marcin Adam Bachorski    | Kościół św. Leonarda Opata w Mykanowie                    |         |
| 5  | Rudniki Parafia Miłosierdzia Bożego w Rudnikach         | ks. dr Sebastian Kępa        | Kościół Miłosierdzia Bożego w Rudnikach                   |         |
| 6  | Rybna Parafia Świętych Apostołów Piotra i Pawła         | ks. Rafał Wujec              | Kościół Świętych Apostołów Piotra i Pawła w Rybnej        |         |
| 7  | Wierzchowisko Parafia Jezusa Chrystusa Dobrego Pasterza | ks. Marek Jachna             | Kościół Jezusa Chrystusa Dobrego Pasterza w Wierzchowisku |         |